# Державний кордон України
Державний кордон України — державний кордон, це лінія та вертикальна поверхня, що проходить по цій лінії, що визначають межі території України по суші, водам, надрам та повітряним простором.

## Законодавчий статус
Офіційний статус державного кордону України визначається Законом України «Про державний кордон України».

## Основні параметри

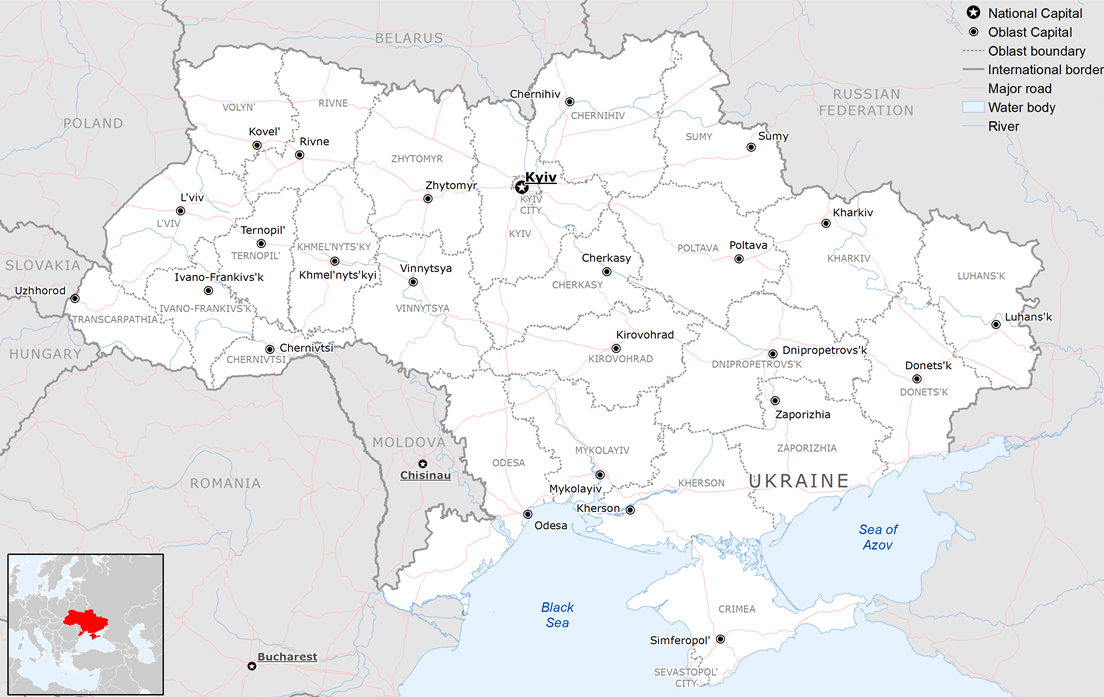
Карта України

Охороною Державного кордону України на суші, морі, річках, озерах та інших водоймах займається Державна прикордонна служба України, — у повітряному та підводному просторі — Збройні сили України.
Україна межує з сімома країнами: Польща, Словаччина, Угорщина, Румунія, Молдова, Росія і Білорусь.
Загальна протяжність українського кордону становить 6992,982 км.

## Сухопутний кордон
Загальна довжина кордону — 5618 км, за іншими даними 5637,982 км. Україна межує з 7 державами. Уся територія країни суцільна, тобто анклавів чи ексклавів не існує.
Ділянки державного кордону
| Держава    | Ділянка         | Довжина (км) | Прикордонні регіони                                        | Примітки |
| ---------- | --------------- | ------------ | ---------------------------------------------------------- | --- |
| Білорусь   | північ          | 1111         | Волинська, Рівненська, Житомирська, Київська, Чернігівська | у тому числі річками — 325,9 км. |
| Угорщина   | захід           | 128          | Закарпатська                                               | у тому числі річками — 85,1 км. |
| Молдова    | південний захід | 1202         | Чернівецька, Вінницька, Одеська                            | у тому числі річками — 267 км, самопроголошене Придністров'я — 452 км.                                                                                                 |
| Польща     | захід           | 535          | Волинська, Львівська, Закарпатська                         | у тому числі річками — 187,3 км. |
| Румунія    | південний захід | 601          | Закарпатська, Івано-Франківська, Чернівецька, Одеська      | у тому числі річками — 292,2 км. |
| Росія      | схід            | 1944         | Чернігівська, Сумська, Харківська, Луганська, Донецька     | Суходольні ділянки кордону в Донецькій, Луганській та частково Харківській областях та кордон Автономної Республіки Крим через Керченську протоку підконтрольні Росії. |
| Словаччина | захід           | 97           | Закарпатська                                               | у тому числі річками — 2,3 км. |

Типовий дорожній знак, що стоїть на в'їзді в Україну
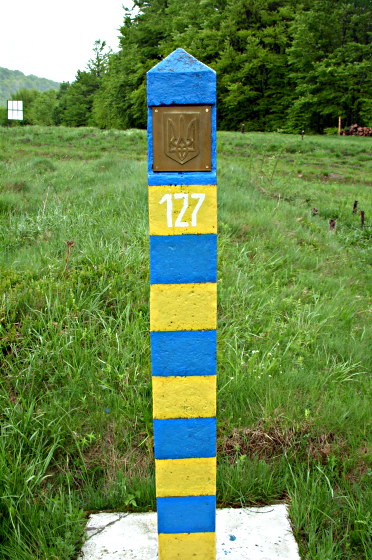
Типовий прикордонний стовп України
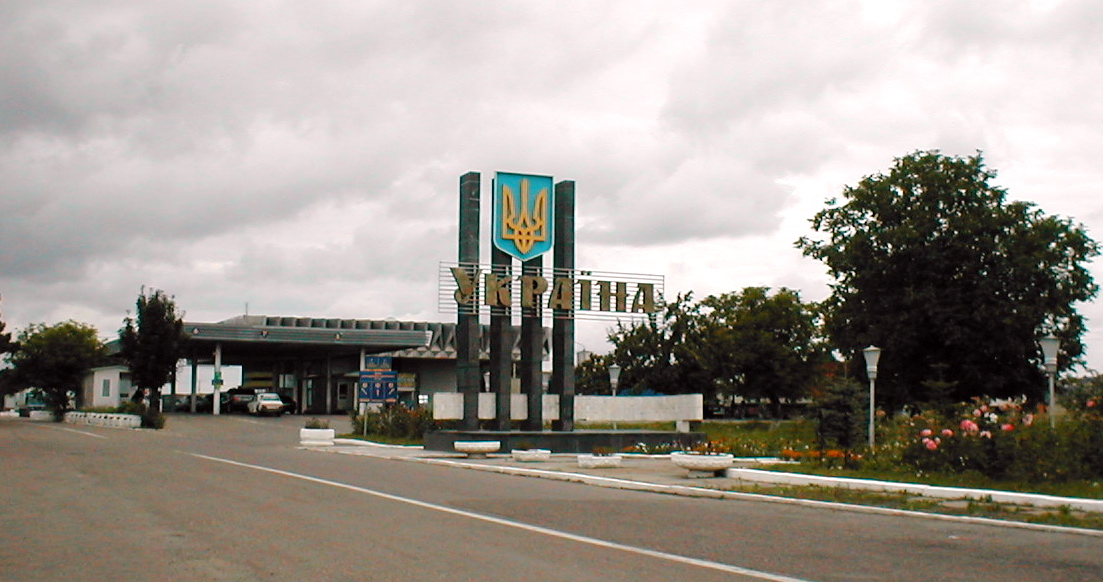
Україно-румунський кордон у Сіреті

## Морські кордони

ВЕЗ у Чорному та Азовському морях

Україна на півдні омивається водами Чорного, на південному сході — Азовського морів Атлантичного океану. Загальна довжина морського узбережжя 2782 км. Згідно з Конвенцією Організації Об'єднаних Націй з морського права (UNCLOS) 1982 року, протяжність територіальних вод країни встановлено в 12 морських миль (22,2 км). Виключна економічна зона встановлена на відстань 200 морських миль (370,4 км) від узбережжя. Континентальний шельф — до глибин 200 м, або технічної можливості освоєння (стаття 76).
По морю Україна межує з Румунією і Росією. Українсько-румунський кордон на заході продовжується з лінії на суходолі в Чорне море на віддаль 33 км від берега, далі, (доколи не поверне на північ, огинаючи на півдні острів Зміїний), морський кордон України є межею українських територіальних вод і румунської економічної зони. Повернувши на північ, він є межею між державною територією (доцільніше сказати акваторією) та виключною морською економічною зоною України, він огинає контури українського узбережжя аж до Керченської протоки, дотримуючись віддалі у 22 224 м від берега. В східній частині Чорного моря південніше Керченської протоки він зустрічається з межею російської економічної зони в Чорному морі. Українсько-російський морський кордон починається з точки, де зустрічаються економічні зони та територіальні води України й Росії, далі йде в напрямку на північ (до південних рубежів протоки), де є межею територіальних вод України та Росії (22,5 км). Далі продовжується українсько-російським державним кордоном в Керченській протоці (49 км) і Азовському морі (249,5 км) — тут розмежовує внутрішні води обох держав до точки кордону на узбережжі. Загальна довжина морського кордону України становить 1355 км:
- Чорним морем — 1056,5 км;
- Азовським морем — 249,5 км;
- Керченською протокою — 49 км.

## Спірні ділянки кордону

### Морські

#### Острів Тузла і Керченська протока
Цей острів — західна частина розмитої 1925 року Таманської коси Краснодарського краю щодо якого йде суперечка з Росією, яка прагне переглянути існуючу лінію кордону і включити острів до своїх вод. Острів, який був російським, 7 січня 1941 року був переданий до Кримської АРСР РРФСР, а 1954 року Указом Президії Верховної Ради СРСР Кримська область разом з островом Тузла була передана від РРФСР до УРСР. А після 1991 року він став складовою частиною незалежної України, на що не було негативної відповіді світової спільноти і в тому числі Росії. Він лежить посередині Керченської протоки, основні торгові шляхи з Чорного в Азовське моря йдуть повністю через глибшу частину протоки (між островом і Кримом, тобто через українські води, натомість між Тузлою і Таманню (через російську частину протоки) судна пройти не можуть, бо неминуче наткнуться на мілководдя, яке до 1925 року було Таманською косою, де є всього 2 мілководні, до 3 метрів глибиною, канали, таким чином вартість проходу російських суден удвічі дорожча, нерест риб проходить в основному в наших водах, від чого безсумнівно виграють десятки рибних підприємств Криму, масла в вогонь конфлікту підливає і прогнозована велика кількість нафти й газу в протоці. Тому в корені конфлікту закладені економічні інтереси. Росія прагне всіма силами відвоювати цей клаптик землі, спираючись на відсутність чітко проведеної лінії кордону між тодішніми УРСР та РРФСР. Крім того вона пропонує спільно використовувати весь Азово-Керченський басейн, щоб лінія українсько-російського кордону проходила тільки дном, а море використовувалося спільно обома державами.

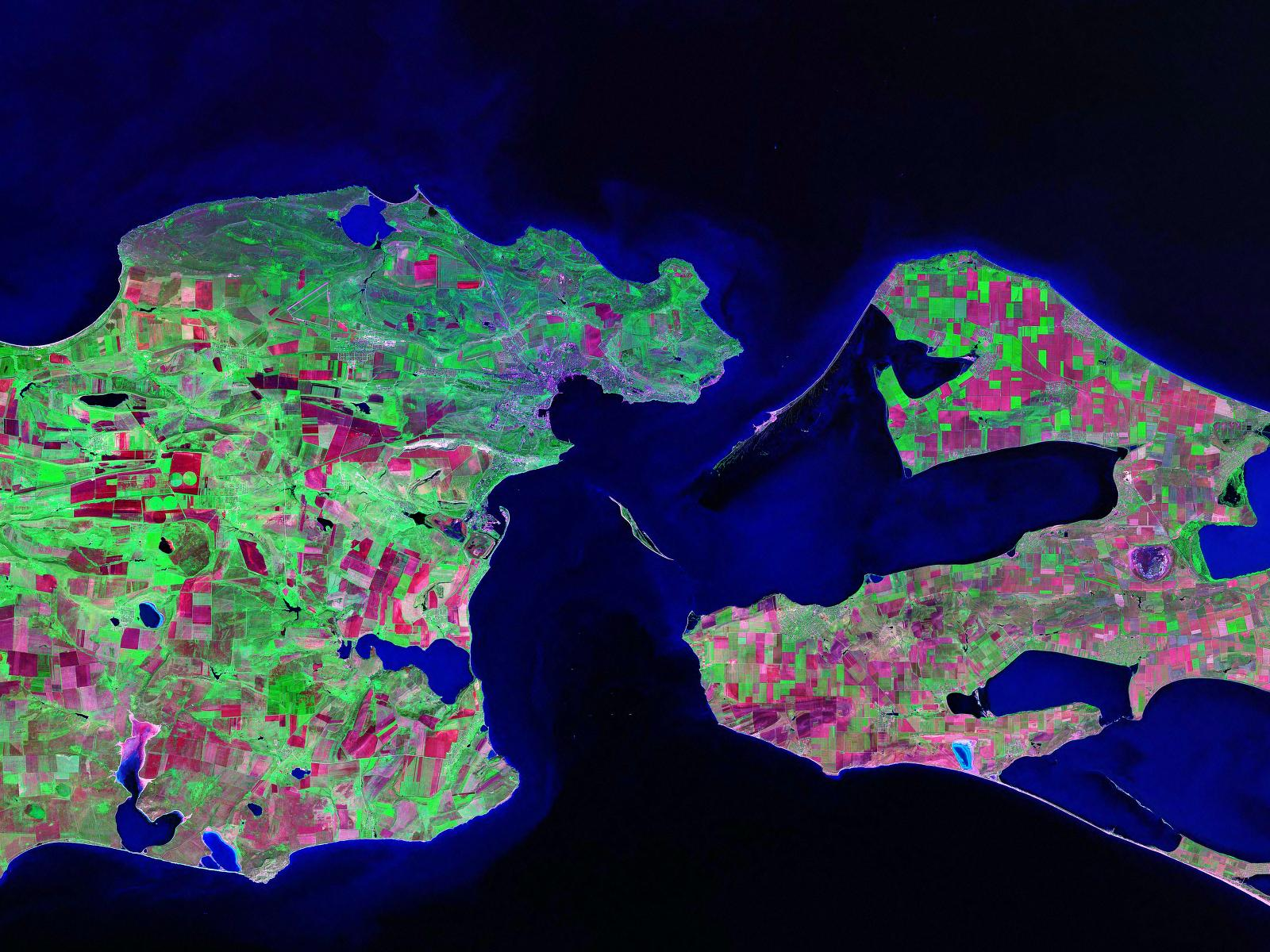
Керченська протока до спорудження дамби
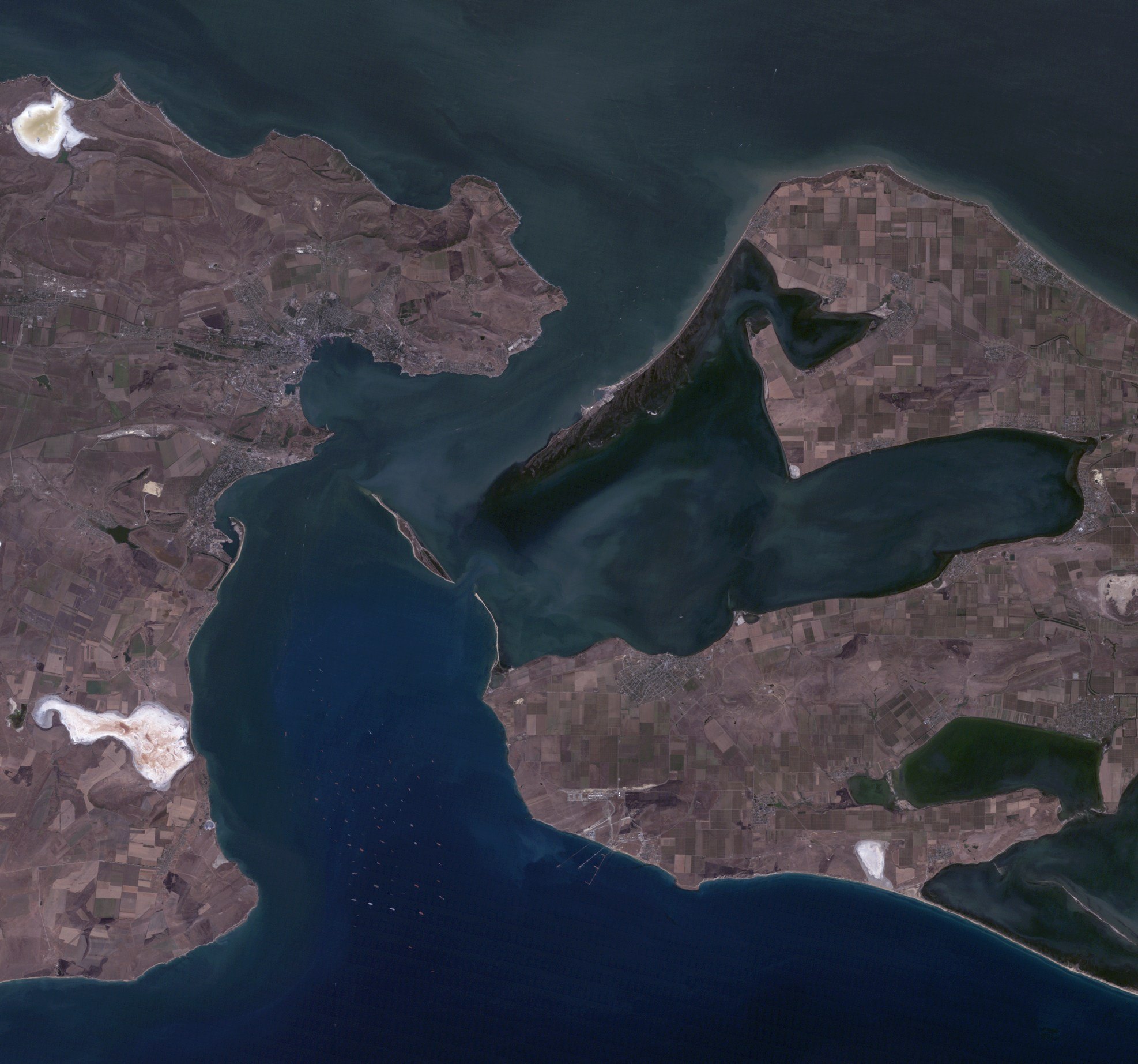
Керченська протока після спорудження дамби, 2011 рік
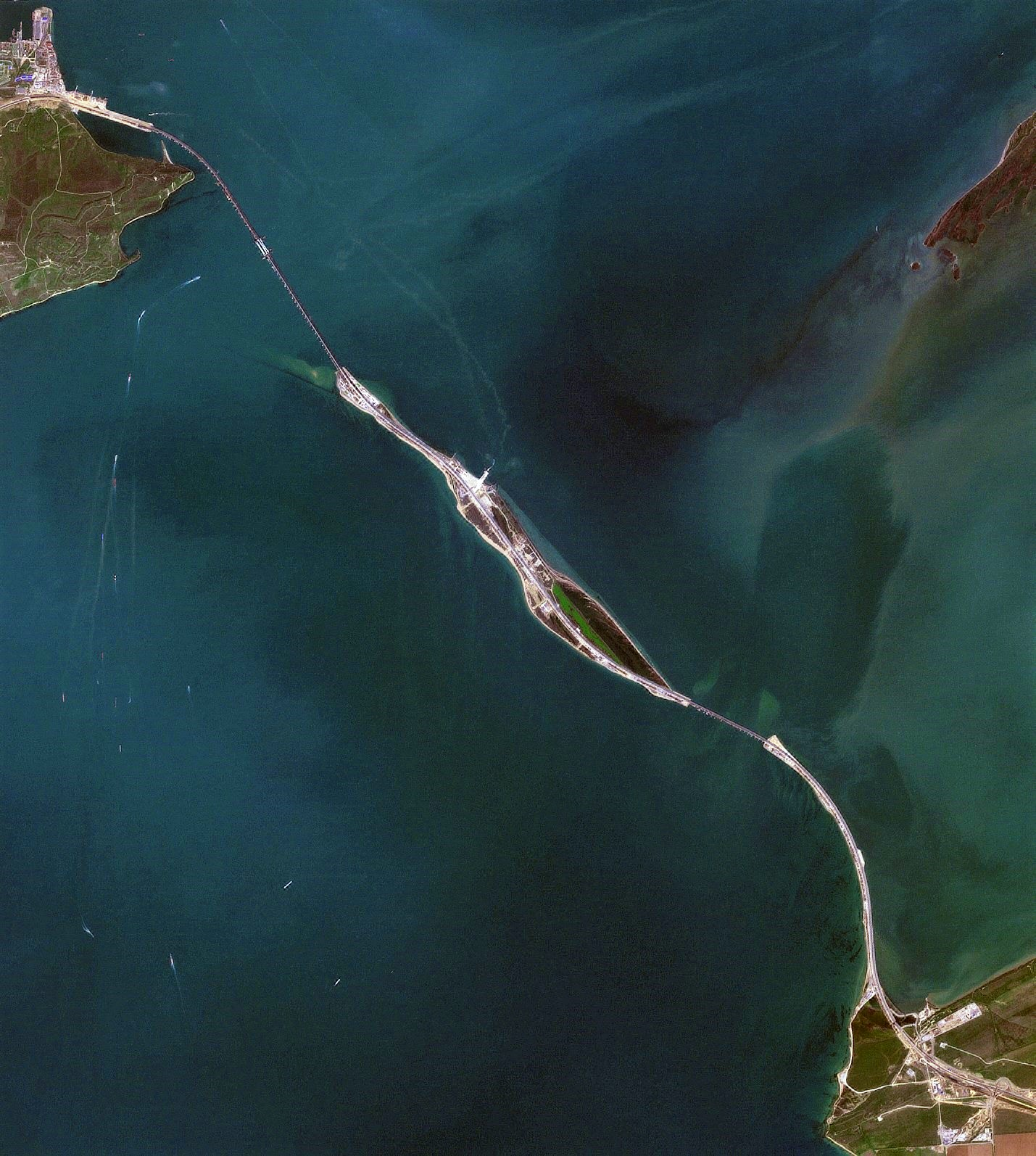
Острів Тузла після спорудження Керченського мосту, 2018 рік

#### Азовське море
Це море є внутрішнім, омиває береги України і Росії. Суть суперечки полягає в тому, що вдале географічне розташування України відносно моря (майже все Північне Приазов'я є українським берегом, а Керченська протока знаходиться посередині Південного Приазов'я) дозволяє Україні оголосити дві третіх моря виключно українськими внутрішніми водами, без права сторонньої держави на будь-яку економічну діяльність. Росія ж отримає третину моря, багатого на рибні ресурси, нафту й газ. Постраждають від цього передовсім російські рибні господарства. Натомість виграє Україна. Росія пропонує спільно з Україною використовувати акваторію моря.

#### Острів Зміїний (проблему вирішено)
З часів набуття Україною незалежності острів Зміїний, українські територіальні води та виняткова (морська) економічна зона України, яка теж з причини наявності острова значно перетинала територіальні води Румунії, були предметом спору між Україною і останньою. Румунія спершу не визнавала Зміїного як українського острова, але невдовзі його підлеглість не дискутувалася. Натомість Румунія хотіла назвати його скелею без права на територіальні води та виняткову економічну зону, хоча географічно це острів. В такому б разі «українське» море зовсім не перекривало «румунське». Проблема Зміїного полягала в тім, що контроль над ним, а також прилеглою акваторією економічно дуже вигідний. Вдале геополітичне положення дозволяє встановити контроль над дельтою Дунаю, торговими шляхами Західного Причорномор'я. На шельфі, на відносно невеликій глибині відкриті значні запаси вуглеводнів, на 16 гектарах території острова можна розмістити інфраструктуру для робітників: житло, ринок, аптеки та інше, не буде великої необхідності добиратись до далеко розташованої Великої Землі. Крім того сам острів, де похований один з найбільших грецьких героїв (Ахілл) і був храм на честь нього, а також виявлено в прибережній акваторії велику кількість предметів старовини: посуд, затонулі судна, зброя тощо становить дуже вагому історико-культурну пам'ятку, тому тут можна розвивати прибутковий туризм, але який не буде руйнувати крихітну екосистему острова. Тут можна розмістити рекреаційні комплекси, необжитість і віддаленість території, чистий степ і море, чудові умови для дайвінгу це дозволяють.

Претензії Румунії (червона лінія) та України (синя)
Територіальні претензії України і Румунії
Лінія розмежування згідно рішення Міжнародного суду

Наразі суперечку довкола Зміїного вирішено. За рішенням Міжнародного суду в Гаазі, острів залишився українським, і його було визнано островом, а не скелею, як наполягала Румунія. Водночас суд не задовольнив повністю претензії сторін на континентальний шельф, розмежувавши економічні зони двох країн за компромісним варіантом: Україна отримала 12-мильну зону територіальних вод навколо острова, але острів не було враховано у визначенні виключної морської економічної зони України.

### Війна Росії проти України
У 2014 році внаслідок окупації Криму Російською Федерацією та початку військових дій на Донбасі Україна втратила контроль над частиною морського та суходільного кордону. За даними Державної прикордонної служби України, станом на 2018 рік Україна не контролювала 409,3 км кордону з Росією та близько 430 км морського кордону.
У зв′язку з цим з′явився проект прикордонного муру «Стіна».

## Пункти пропуску через державний кордон
Пункт пропуску через державний кордон України — спеціально виділена територія на залізничних та автомобільних станціях, у морських і річкових портах, аеропортах (аеродромах) з комплексом будівель, споруд і технічних засобів, де здійснюються прикордонний, митний та інші види контролю і пропуск через державний кордон осіб, транспортних засобів, вантажів та іншого майна.
Залізничне, автомобільне, морське, річкове, поромне, повітряне та пішохідне сполучення через державний кордон України здійснюється в пунктах пропуску, що встановлюються Кабінетом Міністрів України відповідно до законодавства і міжнародних договорів України.

## Сучасні проблеми
30 липня 2021 року Президент України на засіданні РНБО України поставив завдання привести у військову відповідність кордони України.